# Barrage du Site C
Barrage du Site C est un barrage en remblai situé sur le lit de la rivière de la Paix en Colombie Britannique au Canada. Le projet est mené par BC Hydro, avec un budget initial de 8,8 milliards de dollars canadiens, pour finalement coûté 16 milliards de dollars canadiens. Le projet de barrage est prévu pour avoir une capacité maximale de 1 100 MW, avec une production moyenne estimée à 680 MW. Il fait depuis l'objet de plusieurs polémiques, sur son utilité, dans un contexte de faible prix de l'énergie, sur son coût et sur ses répercussions pour les populations locales.

## Histoire

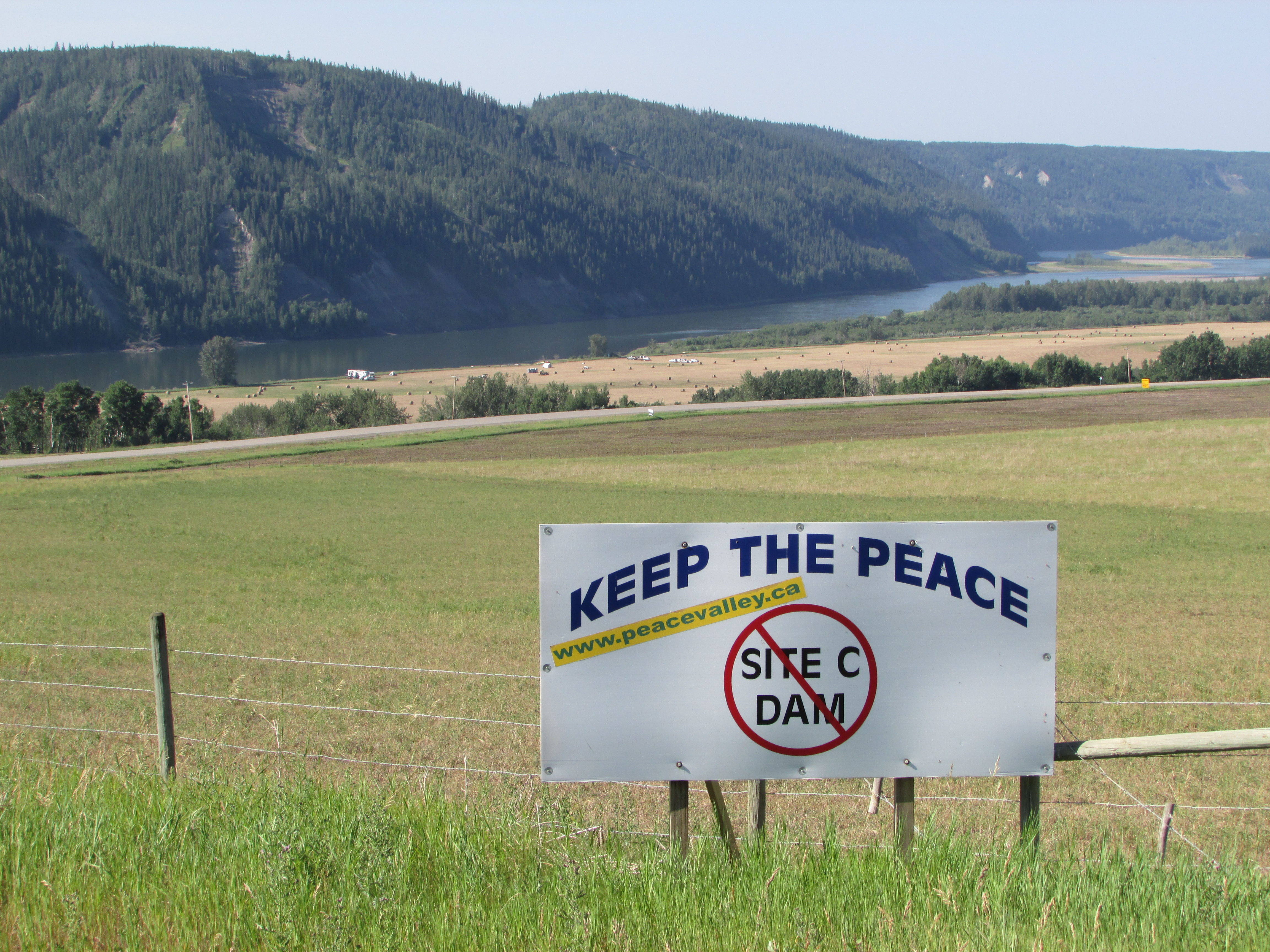
Affiche d'opposition au projet de barrage en 2014.

Le projet date initialement des années 1980. Le projet a été approuvé par la Colombie Britannique en 2014. 
La construction a commencé en 2015. L'année suivante, près de 200 scientifiques canadiens demandent la suspension du projet qui, selon eux, ne respecte pas les droits des Premières nations. En 2022, à la suite de négociations avec le gouvernement provincial, BC Hydro et le gouvernement fédéral, la Première Nation de West Moberly (en) accepte de renoncer à ses actions en justice contre le projet. 
Le barrage devrait être pleinement opérationnel dans le courant de l'année 2025, le barrage étant en cours de remplissage en 2024, avec un début de la production d'électricité prévu pour décembre 2024.